# Ostalce
Ostalce (ukr. Остальці, Ostalci) – wieś na Ukrainie w rejonie tarnopolskim należącym do obwodu tarnopolskiego.
W okresie II Rzeczypospolitej właścicielem miejscowych dóbr był Władysław Piniński.
Do 2020 w rejonie trembowelskim.